# Comissões Operárias
Comissões Operárias (em espanhol Comisiones Obreras) (CC.OO.) é uma confederação sindical espanhola, com orientação inicialmente comunista, embora atualmente seja em teoria independente de qualquer partido. É a primeira central sindical da Espanha em número de afiliados e delegados sindicais. 
Segundo os seus Estatutos, CCOO é definido como um sindicato: reivindicativo, de classe, unitário, democrático, independente, participativo, de massas, de homens e mulheres, sociopolítico, internacionalista, pluriétnico e multicultural.

## História

### Nascimento e papel durante a ditadura
Tendo como referente imediato o sindicato clandestino Oposición Sindical Obrera, as primeiras comissões obreiras foram organizadas durante a década de 1960 nas Astúrias, Catalunha, Madrid e as províncias bascas de Guipúscoa e Biscaia como movimento surgido de conflitos laborais para a sua direção à margem do sistema franquista. Tratava-se de órgãos de representação dos trabalhadores eleitos em assembléia. Foram impulsionadas pelo Partido Comunista de Espanha (PCE), movimentos cristãos operários (JOC e HOAC) estreitamente ligados ao Partido Carlista e diferentes coletivos de esquerdas, incluídos nacionalistas, opostos ao regime, o que o converteu em um movimento estável e organizado. 
Sua tática foi a do entrismo, é dizer: infiltrar-se nos Sindicatos Verticais franquistas. Desde meados da década de 1950 tornou-se num dos principais movimentos de oposição, desde o interior do país, ao regime franquista. Esta foi uma das razões pelas quais obteve importantes apoios e conseguiu a escolha de delegados nomeadamente nas grandes fábricas e minas. Esta tática culminaria nas eleições sindicais de 1975, em plena agonia do regime franquista, onde CCOO conseguiria a estonteante maioria dos delegados eleitos nas principais empresas. 

### A Transição e a década de 1980
Da transição democrática até 1987 o seu secretário geral foi o histórico dirigente operário Marcelino Camacho, também dirigente do PCE e deputado entre 1977 e 1981. Em 1976 celebrou a "Assembleia de Barcelona", em que se sentaram as bases para a transformação de CCOO de um movimento sociopolítico de base a confederação sindical de classe. A "etiqueta" de comunista que pendia sobre CCOO impediu a sua legalização ao mesmo tempo em que o restante de centrais sindicais. O assassinato dos advogados trabalhistas (militantes do sindicato e do PCE) da rua Atocha de Madrid às mãos de um grupo terrorista de extrema direita e o massivo seguimento do seu funeral e as greves de repulsa convocadas foram detonantes da legalização de CCOO e o PCE em abril de 1977. Nesses anos o sindicato cresce vertiginosamente em afiliação, assim como o restante de centrais sindicais e partidos da esquerda. De 1976 a 1978 CCOO passa de 30.000 a 1.840.907 afiliados. Contudo, após a firma dos Pactos da Moncloa esta cifra começaria progressivamente a descer, passando a 778.474 em 1981 e a 664.038 em 1986, em linha como o nível geral de sindicação dos trabalhadores espanhóis, que desde então não passará de 20% . 
No ano seguinte da sua legalização, em 1978, celebrou o seu I Congresso Confederal, onde foi reelegido Marcelino Camacho, bem como o faria o II Congresso (1981) e o III (1984). Em 1980 recebe uma parte importante dos militantes da USO, pertencentes à sua corrente socialista auto-administrária. Em 1986 participa nas históricas mobilizações contra a permanência da Espanha na OTAN.
Comissões convocou as greves gerais de 1985, 1988, 1992 e 1994 contra a política econômica e laboral do governo de Felipe González. 

### Da década de 1990 à atualidade
Desde o IV Congresso (1987) o secretário geral foi Antonio Gutiérrez, reelegido no V Congresso (1991), durante cujo mandato teve lugar um certo afastamento do PCE e um fomento da negociação e o pacto social. A partir do VI Congresso (1996) surgiu um Setor Crítico como ala esquerda contestatária, apoiado por Marcelino Camacho e Agustín Moreno.
Desde o VII Congresso (2000) o secretário geral foi José María Fidalgo que foi reelegido no VIII Congresso de abril de 2004. Neste último o setor oficialista quebrou-se, atingindo Fidalgo cerca de 59% dos votos na sua reeleição, sendo especialmente criticado internamente de 2003 a partir da sua posição nas mobilizações de Sintel ou contra a Guerra de Iraque. Em 2002 CCOO e UGT convocaram uma greve geral contra o decreto do governo de José María Aznar que abaratava o despido, eliminava subsídios agrários e fomentava a precariedade laboral. Depois dos protestos a medida foi retirada quase na íntegra. 
Em dezembro de 2008 celebrou o seu IX Congresso Confederal, ao que chegou como a primeira central sindical do país, com 1.200.000 afiliados e 120.000 delegados nas empresas e centros de trabalho. No IX Congresso foi eleito secretário general Ignacio Fernández Toxo, superando por estreita margem a José María Fidalgo.